# 四國倡議

聯合國會旗

四國倡議（英語：Four Nations Initiative）是一個由智利、南非、瑞典、泰國四國於2005年提出並參與的倡議形式合作項目。該倡議旨在從聯合國成員國角度出發致力改革聯合國秘書處的治理及管理體系以及其架構。四國倡議在2006年初至2007年10月間活躍，由指導委員會及座落斯德哥爾摩的秘書處組成，四國分別派遣代表參與指導委員會。
在時任聯合國秘書長科菲·安南任內，改革聯合國秘書處一直是聯合國的重要議題，科菲·安南並曾經發表多份聯合國改革報告，包括2006年3月發表的《著力改革聯合國以構建一個更強有力的世界性組織》及《任務的制定與實施：為便利任務審查而提出的分析與建議》，以及同年6月發表的《全面審查聯合國及其各基金、方案和專門機構內部治理和監督情況》。
四國倡議則與上述的改革倡議有所不同，是由成員國而非聯合國本身推動，其協商過程則以在實際提交改革報告前達成最大範圍的共識為目標。其原定於2007年9月發表最終版本的改革報告，但於四國倡議的網站上亦已經上傳了以《達成契約－四國倡議指導委員會的初步建議報告》為題的初步版本。

## 外部連結
- 聯合國改革（页面存档备份，存于）
- 聯合國改革中心（页面存档备份，存于）－提供有關改革進程的檔案記錄及深入分析的獨立政策研究組織